# Kasper Søndergaard
Kasper Søndergaard Sarup, (Østsalling,  9. lipnja 1981.), rukometaš reprezentacije Danske i rukometnog kluba KIF Kolding. Svoju rukometnu karijeru započinje još kao 7-o godišnjak u lokalnom rukometnom timu Breum. Poslije igra za Ikast FS ali pravi proboj počinje tek s Århus GF-om za koji počinje igrati 2003. i tu ostaje četiri sezone. Od 2007. igra za sadašnji klub KIF Kolding.
Počinje igrati i za dansku rukometnu reprezentaciju 2004. Igrao je na SP u rukometu 2007. i s njima osvojio broncu, ali je imao slabu minutažu. U Norveškoj na EP u rukometu 2008. igra za Dansku koja u finalu pobjeđuje Hrvatsku. Na Olimpijskim igrama u Pekingu igra za Dance koji osvajaju četvrto mjesto. Nije igrao na SP u Hrvatskoj 2009. zbog ozljeda.
Igra i za dansku rukometnu reprezentaciju na SP u Švedskoj 2011. godine.
S Danskom je 2013. godine osvojio srebro na svjetskom prvenstvu u Španjolskoj. Španjolska je u finalu doslovno ponizila Dansku pobijedivši s 35:19. Nikada nijedna momčad nije izgubila s toliko razlikom kao Danci čime je stvoren novi rekord u povijesti finala svjetskog rukometnog prvenstva.
Posljednji veći uspjeh je osvajanje olimpijskog zlata u Riju 2016.